# Sint-Maartenskerk (Ieper)
De Sint-Maartenskerk, gemeenzaam Sint-Maartenskathedraal, is een kerk in de Belgische stad Ieper. Deze kerk was de kathedraal van het voormalige bisdom Ieper dat bestond van 1561 tot 1801.

## Geschiedenis
Aanvankelijk stond in deze omgeving een Romaanse kerk, waarschijnlijk uit de 10e of 11e eeuw.
In de achtste eeuw ontstond het bisdom Terwaan (nu Thérouanne, op de Leie en ten zuiden van Sint-Omaars). Keizer Karel V verwoestte de abdijen van Terwaan omdat de abten te loyaal waren aan de Franse koning. In 1561 werd het bisdom Terwaan ontbonden in drie bisdommen: Boulogne-sur-Mer, Sint-Omaars en Ieper. De kerk van het St.-Maartensklooster (reguliere kanunniken van Sint-Augustinus) werd toen tot kathedraal verheven. Cornelius Jansenius is de bekendste bisschop geweest van het bisdom Ieper.
Het concordaat tussen Napoleon Bonaparte en paus Pius VII van 1801 schafte het bisdom Ieper terug af en vanaf toen behoorden de parochies tot het bisdom Gent. In 1833 werd het bisdom Brugge heropgericht, waar Ieper sindsdien onder valt.
De Sint-Maartenskerk werd tijdens de Eerste Wereldoorlog helemaal vernield en nadien (1922-1930) herbouwd. De kerk had voor de Eerste Wereldoorlog een lagere spits dan de huidige. De torenspits werd tijdens de oorlog verwoest en later herbouwd, maar dan met een iets andere, hogere spits.

## Interieur
In de kerk hangen ruim twintig schilderijen. Het bekendste is een groot doek van Joris Liebaert uit 1657 over het Beleg van Ieper (1383). Voorts is er werk te zien van de kunstenaars:
- Jozef Beke (De Dood van Maria, 1768)
- Joseph-Benoît Suvée (drie doeken uit 1772-1777)
- Matthijs De Visch
- Victor Boucquet
- Niklaas van de Velde (Heilige Familie bij Sint-Anna, Doopsel van Clovis en Kruisdraging)
- Ernest Wante (Laatste Avondmaal, 1931)

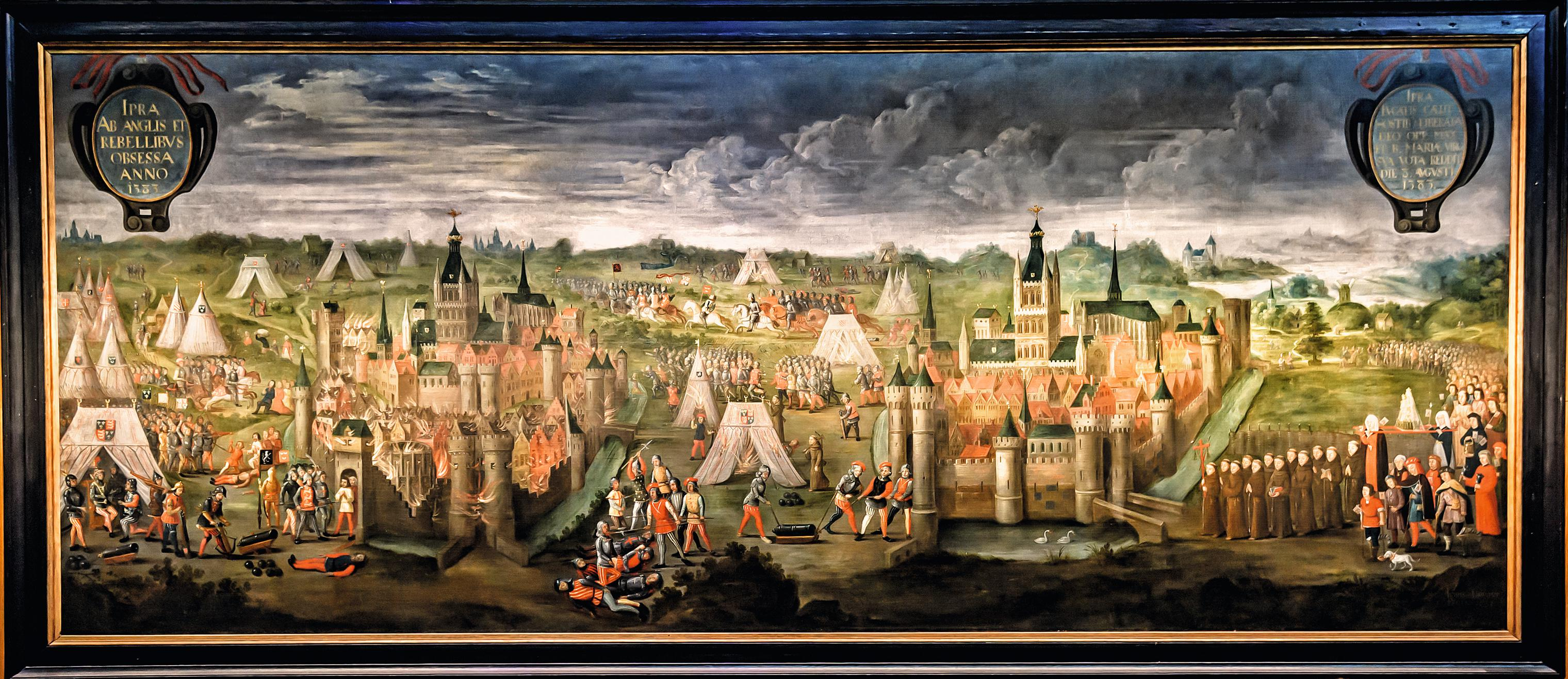
Beleg van Ieper
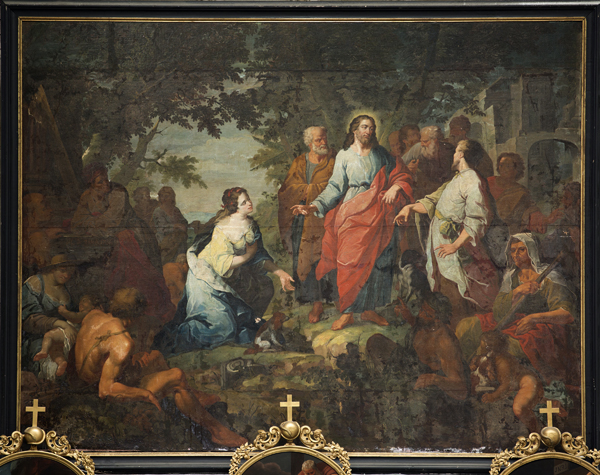
Jezus en de samaritaanse Vrouw (Matthijs De Visch)
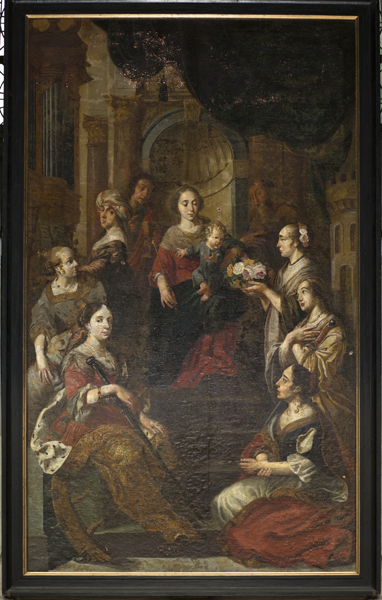
Maria (Victor Boucquet)
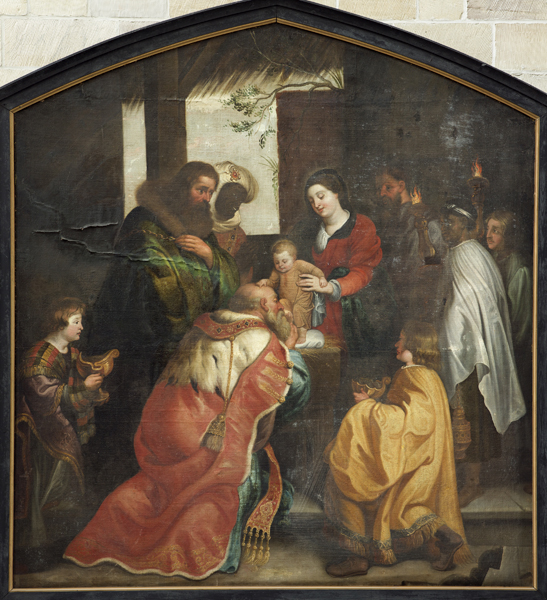
Aanbidding der Wijzen
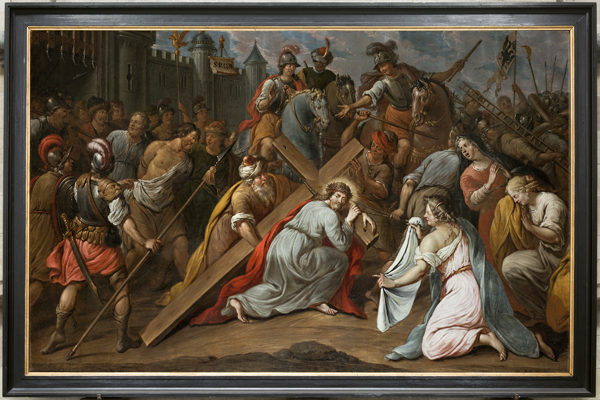
Kruisdraging
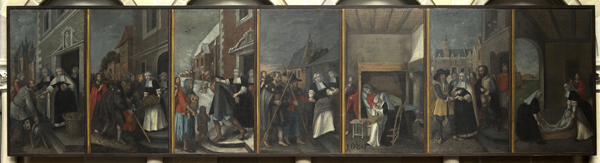
De zeven werken van barmhartigheid

Het roosvenster in het zuidtransept, een geschenk van de Britse troepen aan koning Albert I, is gemaakt door de Ierse kunstenares Wilhelmina Geddes in 1935-1938. Het thema is de lof aan God van het Te Deum.
Onder het beeldhouwwerk vallen de grafmonumenten op, voornamelijk van Ieperse bisschoppen uit de 16e en 17e eeuw. De begraafplek van Jansenius († 1638) in de tweede koortravee is discreet gemarkeerd met een naamloze vloersteen die zijn stervensjaar aangeeft. Louise de Laye († 1506), weduwe van kanselier Willem Hugonet, heeft een zwartmarmeren graf. Voor de tombe van deken Camille Delaere, die tijdens de Eerste Wereldoorlog redde wat er te redden viel, zijn 17e-eeuwse sculpturen van Artus Quellinus de Jonge gebruikt.

## Trivia
- In de kerk liggen Cornelius Jansenius en Robrecht III van Bethune begraven.
- De toren is 102 meter hoog.
- Het postromantisch orgel uit 1931 is van Jules Anneessens.

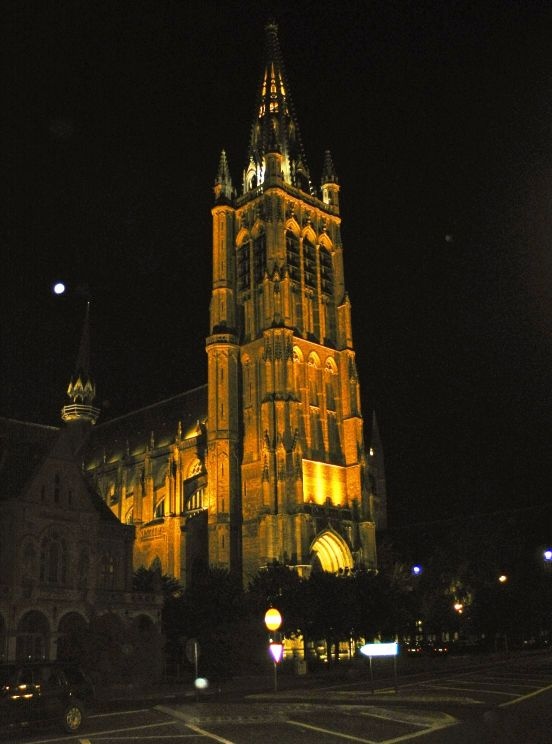
Sint-Maartenskerk
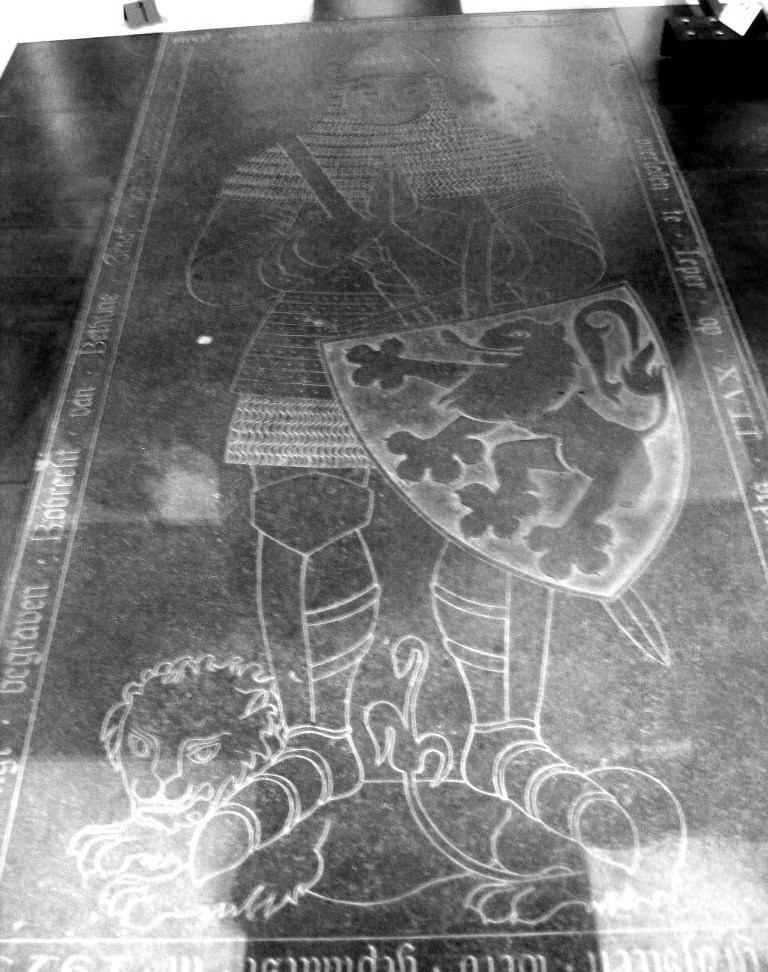
Graf van Robrecht
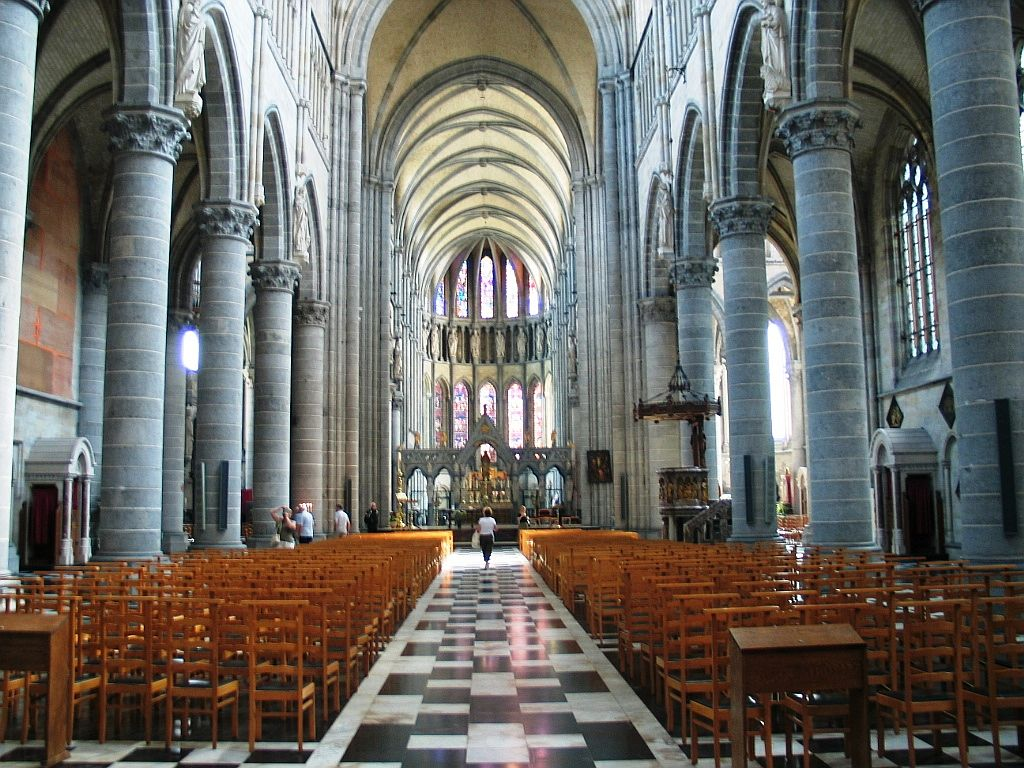
het interieur van de Sint-Maartenskerk
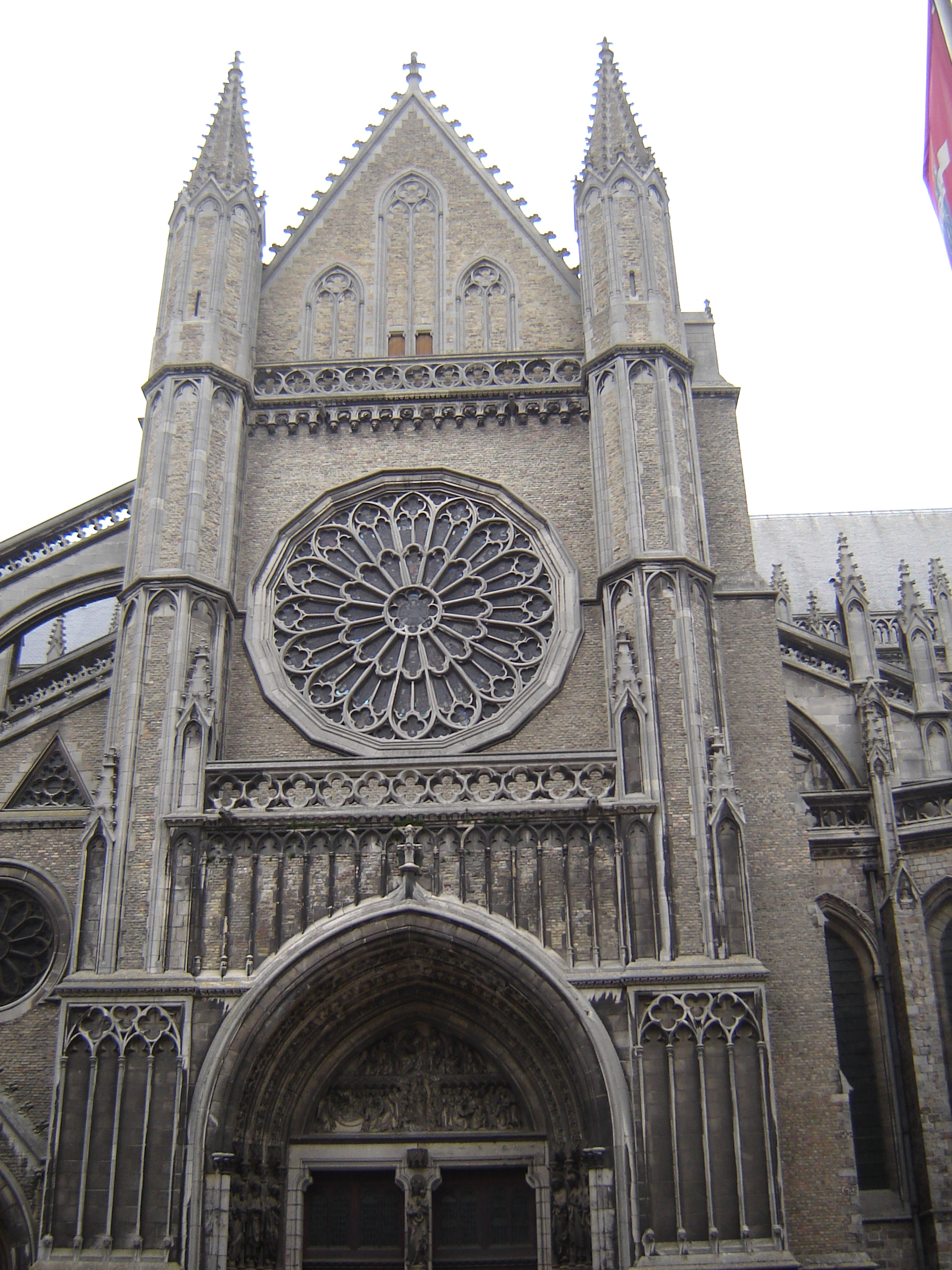
zijgevel van de Sint-Maartenskerk